# Karel Jan Hejda
Karel Jan Hejda (27. července 1876 Mladá Boleslav – 19. února 1958 Gottwaldov) byl český spisovatel, autor loveckých příběhů a cestopisných vzpomínek, povoláním důstojník armády.

## Život
Pokřtěn byl Karel Ferdinand. Narodil se v rodině úředníka místní spořitelny Karla Hejdy a jeho manželky Anežky Josefy, rozené Kadařové. V letech 1888–1893 vystudoval nižší gymnázium v Mladé Boleslavi a stal se důstojníkem z povolání. Postupně sloužil v Uhrách a na Balkáně, z toho sedm let v Dubrovníku. První světovou válku prožil v Srbsku, Černé Hoře, Makedonii a Albánii. V letech 1919–1921 žil v Bělehradě, kde byl v roce 1921 přidělen k československému velvyslanectví. Jeho poslední působiště v československé armádě byl Užhorod, kam byl převelen v hodnosti podplukovníka. Když byla v listopadu 1938 Podkarpatská Rus přidělena Maďarsku, přestěhoval se Karel Jan Hejda do Brna, kde pracoval jako úředník berní správy. Od roku 1953 žil v Luhačovicích.

## Dílo
Dílo Františka Jana Hejdy představují především lovecké příběhy a zážitky z cest.

### Deníky a časopisy
Přispíval mezi jiným do časopisů Česká myslivost, Stráž myslivosti, Podkarpatské hlasy a zlínského časopisu Svět.

### Knižní vydání
- Sedmnáct let pod Karpatami (pěkné čtení pro lovce i ostatní …; Brno, nákladem vlastním, 1940)
- Zelené obrázky (obálka a ilustrace Božena Rodová-Šašecí; Praha, M. Stejskal 1942 a Josef Stejskal 1946)
- Střepiny v oranici (Brno, J. Stejskal, 1944)
- Z nížin a z hor (ilustrace Emil Kotrba; Družstvo Moravského kola spisovatelů, 1947)